# Welt der Dunkelheit

Logo des alten „World of Darkness“-Szenarios

Der Begriff Welt der Dunkelheit (engl. World of Darkness, kurz WoD) bezeichnet entweder
- eines von zwei modernen Fantasy-Szenarien, erdacht und entwickelt vom US-amerikanischen Verlag White Wolf, oder
- eine der beiden Gruppen englischsprachiger Rollenspiele des oben genannten Verlags, die in diesen Szenarien angesiedelt sind.

Der Begriff wird fälschlicherweise auch benutzt, um die jeweils zugrundeliegenden Rollenspielsysteme zu benennen. Diese heißen jedoch Storytelling System bzw. Storyteller System.
Es existiert eine dritte Version der „Welt der Dunkelheit“ in Form des Einzelbandes Monte Cook’s World of Darkness. Diese verwendet als Spielmechanik eine Abwandlung des d20-Rollenspielsystems.

## Begriffsklärung
World of Darkness, und was damit bezeichnet wird, ist eng verwoben mit der Firmengeschichte des Spiele-Verlages White Wolf. Zunächst bezeichnete World of Darkness das von White Wolf genutzte fiktive Universum seiner Spiele, beginnend mit Vampire: The Masquerade im Jahr 1991. Diese Spielwelt wurde 2004 offiziell beendet. Beginnend mit den Quellenbüchern World of Darkness und Vampire: The Requiem wurde für eine gesamte Linie neuer Spiele ein neues fiktives Universum mit demselben Namen genutzt. Fans haben zur Unterscheidung der Spielwelten das ältere Universum oft als old/original World of Darkness (oWoD) oder WoD1 bezeichnet, das neuere entsprechend als new World of Darkness (nWoD) oder WoD2.
Vom Verlag wurde der Begriff World of Darkness ausschließlich für das neuere fiktionale Universum benutzt, für das ältere Universum wurde bis zum Jahr 2012 keine neue Publikation herausgegeben. Lediglich eine Jubiläumsausgabe zum 20-jährigen Erscheinen von Vampire: The Masquerade erschien. Im Jahr 2012 wurde jedoch der Verlag White Wolf vom Konzernmutter CCP als Firma aufgelöst und gleichzeitig bekannt gegeben, dass die neu gegründete Firma Onyx Path Publishing als Lizenznehmer Quellenbücher für beide Spiel-Universen herausbringen würde. Der Name des ersten fiktionalen Universums wurde in Pressemitteilungen auf Classic World of Darkness festgelegt. Als Teil dieser Weiterführung wurde The God-Machine Chronicle für die zweite World of Darkness herausgebracht, die das für alle Spiele der Spielreihe geltende Regelkonstukt erweitert und verändert.
Am 26. November 2015 wurde White Wolf und alles, was die Firma an geistigem Eigentum ausmacht, an den schwedischen Computerspiele-Hersteller Paradox Interactive verkauft und White Wolf als eigenständige legale Einheit mit Sitz in Stockholm neu gegründet. Am 12. Dezember 2015 kündigte White Wolf auf der Tenebrae-Noctis-Convention von Ulisses Spiele (deutscher Übersetzer diverser Vampire-Titel) und Biblioteca Oscuar (spanischer Übersetzer) eine Neuausrichtung an. Das erste fiktive Universum wird forthin als einziges World of Darkness genannt. Das zweite fiktive Universum wird als Chronicles of Darkness weitergeführt, das World-of-Darkness-Grundbuch wird mit den Regelanpassungen aus The God-Machine Chronicle als Chonicles of Darkness neu verlegt und alle Spielserien-Grundbücher, die vor der Regelanpassung herauskamen, werden als „2nd Edition“ überarbeitet.
Die originale Welt der Dunkelheit nutzt in den Regeleditionen „1st Edition“, „2nd Edition“, „revised Edition“ und „20th Anniversary Edition“ als Spielregeln das Storyteller System. Die Chronicles of Darkness nutzt als Spielregeln das Storytelling System. Beginnend mit der fünften Edition von „Vampire: the Masquerade“ im Jahr 2018 wird ein neues Würfelsystem benutzt, das näher am Storytelling-System ist. White Wolf hat sowohl mit den Storyteller-Regeln als auch nach den Storytelling-Regeln Spiele veröffentlicht, die nicht zur jeweiligen Spielwelt gehören, beispielsweise das Lizenzprodukt-RPG Street Fighter (Storyteller System) oder das Fantasyspiel Exalted (Storytelling System).

## Die Welt
Die World of Darkness oder „Welt der Dunkelheit“ ist eine fiktive Welt des Horrors und der Mythen, in der Wesen und Persönlichkeiten des klassischen und des modernen Horrors existieren.
Die World of Darkness dient als Basis für diverse Rollenspiele und Romane. Die meisten dieser Werke werden von White Wolf Publishing verlegt und tragen das Verlagslogo, das Logo der jeweiligen World of Darkness (das Logo unterscheidet sich) und das Logo der jeweiligen Einzel-Rollenspiele. Die World of Darkness beherbergt unterschiedliche Kreaturen wie zum Beispiel Dämonen, Geister, Magier, Vampire und Werwölfe.
Das Gleichgewicht der Kräfte in der World of Darkness tendiert bei der alten wie bei der neuen WoD stark zu einem „dunklen“ Bösen. Unterschiede bestehen aber in Art und Umfang „des Bösen“. Beispielsweise liegt die eigentliche Kontrolle der alten Welt der Dunkelheit in den Händen der verschiedenen, zum Teil nicht-menschlichen Organisationen, die größtenteils ohne das Wissen der menschlichen Gesellschaft untereinander konkurrieren oder sich gegenseitig bekriegen. Ein gutes Beispiel dafür sind Vampire, die großen politischen und wirtschaftlichen Einfluss in der menschlichen Gesellschaft besitzen, und in deren Kreisen gegeneinander intrigiert wird, um innerhalb der Hierarchie der Vampirgesellschaft aufzusteigen. Dem gegenüber existieren in der neuen Welt der Dunkelheit zwar ebenso verschiedene Gesellschaften bösartiger Kreaturen, diese sind aber nicht allwissend oder alles beherrschend, sondern stellen verborgene Parallelgesellschaften dar, die auf den Gang der Welt als solchen keinerlei oder nur geringen (lokalen) Einfluss haben. Die neue Welt der Dunkelheit ist von ihrem Ansatz somit wesentlich stärker an Motiven und Erzählweisen der Schauerromantik oder an den Gothic Novels orientiert, unterdessen ist die alte Welt der Dunkelheit in Teilen stärker auf Kontinente und Zeitalter umspannende „Metaplots“ ausgerichtet.
Die fiktive Geschichte der alten World of Darkness reicht vom biblischen Brudermord Kains an Abel über das Mittelalter bis in die Gegenwart. Die Geschichte und die Persönlichkeiten der alten World of Darkness sind an die reale Geschichte bzw. real existierende sowie bekannte fiktive Persönlichkeiten angelehnt. Die fiktive Geschichte der neuen „World of Darkness“ verliert sich demgegenüber, besonders bei den Vampiren, in der Dunkelheit des Ungewissen. Legenden, Mythen und das Ringen um verschiedene Auffassungen der zurückliegenden Ereignisse, des Ursprungs und des Sinns der Dinge und des Daseins treten an Stelle epochaler Konflikte eines ewig währenden „Dschihad“, wie er in der alten World of Darkness präsent war.
Werwölfe und Magier haben zwar einen stärker ausgearbeiteten Schöpfungsmythos, allerdings sind diese, im Gegensatz zu ihren oWoD-Gegenstücken, eben nur Mythen und keine feste Gewissheit.
Ein interessanter Aspekt beider Welten ist, dass ein Blick ins Innere einiger der von der westeuropäischen Kultur als böse verstandenen Wesen gewährt wird, wobei die Grenzen zwischen Gut und Böse verwischt werden. Beispielsweise ist in der World of Darkness nicht jeder Vampir automatisch ein Monster oder ein Mörder, weil er sich vom Blut lebender Menschen ernährt. So treten immer wieder Charaktere auf, die sich nicht mit ihrer Existenz als Vampir abfinden wollen und deshalb auf Blutkonserven zurückgreifen.

## Die Rollenspiele
Die World of Darkness wurde bis 2006 auf Deutsch unter dem Titel Welt der Dunkelheit vom Verlag Feder und Schwert publiziert.
Die Rollenspiele der World of Darkness Reihe werden sowohl als Pen-&-Paper-Rollenspiele als auch als LARP gespielt. Besonders Vampire: The Masquerade und seit Neuerem Vampire: The Requiem erfreuen sich relativ großer Beliebtheit bei LARPern.
Seit 2004 die Produktion der alten World of Darkness eingestellt wurde, gibt es, wie oben bereits erwähnt, eine neue World of Darkness, die sich sowohl regeltechnisch als auch inhaltlich stark von der vorhergehenden Version unterscheidet. So wurde das Regelwerk der einzelnen Rollenspiele stärker standardisiert und vereinfacht. Die neue Fassung wird häufig als WoD 2.0 oder nWoD (new World of Darkness), die alte Fassung entsprechend als WoD 1.0 oder oWoD (old World of Darkness) bezeichnet, was aber leicht zu falschen Schlüssen führen kann:
- Die alte und die neue Welt der Dunkelheit bauen nicht aufeinander auf. Die neue Welt der Dunkelheit ist ein völlig eigenständiges Spiel-Universum, das lediglich ein ähnliches Thema und einige (für Außenstehende verwirrend wirkende) Ähnlichkeiten in der Handhabe einzelner Namen, Begriffe und Konzepte hat, insbesondere in der ersten neuen Spiellinie, Vampire: The Requiem.

- Die vom Verlag ab 2012 benutzte Schreibweise ist Classic World of Darkness für die alte und einfach World of Darkness für die neue Welt der Dunkelheit. Seit 2015 wird die alte World of Darkness wieder als einzige so genannt. Die neuere Spielwelt heißt nun Chronicles of Darkness.

- Im Zuge der Schaffung der neuen Welt der Dunkelheit wurden auch verschiedene der in der World of Darkness angesiedelten Rollenspiele neu geschaffen. Die Zugehörigkeit zur alten oder neuen World of Darkness lässt sich hierbei anhand der Untertitel erkennen.

- Die Magier und Werwölfe der neuen (aktuellen) WoD haben dabei einen sehr speziellen und engumrahmten erzählerischen und mythologischen Fokus. Andere Versionen der jeweiligen Thematik werden in den Büchern Second Sight und Changing Breeds umfassend behandelt. Die letztgenannten Bücher und Immortals sowie Inferno behandeln dabei sogenannte Minor Templates, d. h. oft weniger mächtige und weniger detailliert ausgearbeitete Formen übernatürlicher Kreaturen. Allerdings sind auch diese voll spielbar.

- Besonderheit der Chronicles of Darkness ist, dass das namengebende Grundregelwerk die für alle folgenden Spiellinien relevanten Grundregeln enthält und es somit ermöglicht, als „einfache Sterbliche“ in der Welt der Dunkelheit mit den anderen Spiellinien im Spielhintergrund zu agieren (oder auch ohne). Die ältere Welt der Dunkelheit konzentrierte sich sehr auf die „Monster“ und hatte an Grundregelwerken nur Bücher zu den einzelnen Spielen in der Spielwelt, aber keine allgemeinen Regeln. Des Weiteren gab es in der alten Welt der Dunkelheit keine eigenständig erhältlichen, verbindlichen Grundregeln, wodurch einzelne Regeln in den verschiedenen Spiellinien nicht immer identisch gehandhabt wurden.

Hier eine Übersicht über die Spiele und Thematiken beider Spielwelten:
|                                     | World of Darkness                                                                                             | World of Darkness                                                                                             | Chronicles of Darkness       | Chronicles of Darkness |
| ----------------------------------- | --- | --- | ---------------------------- | ---------------------- |
| Regel- bzw. Würfelsystem            | Storyteller System (bis einschließlich 20th Anniversary Edition) Storytelling System (ab Vampire 5th Edition) | Storyteller System (bis einschließlich 20th Anniversary Edition) Storytelling System (ab Vampire 5th Edition) | Storytelling System          | Storytelling System    |
| Thema                               | englisch | deutsch | englisch                     | deutsch                |
| Dämonen                             | Demon: The Fallen                                                                                             | Dämonen – Die Gefallenen                                                                                      | Inferno Demon: The Descent   | – -                    |
| Feen                                | Changeling: The Dreaming                                                                                      | Wechselbalg – Der Traum                                                                                       | Changeling: The Lost         | –                      |
| Gespenster                          | Wraith: The Oblivion Orpheus (eigenständig)                                                                   | – | Geist: The Sin-Eaters        | –                      |
| Kinder                              | – | – | Innocents                    | –                      |
| Konstrukte                          | – | – | Promethean: The Created      | –                      |
| Magier                              | Mage: The Ascension                                                                                           | Magus – Die Erleuchtung                                                                                       | Mage: The Awakening          | –                      |
| Sonstige Magiermythen und Psioniker | WoD: Sorcerer Sorcerer: revised Edition                                                                       | – | Second Sight                 | –                      |
| Monsterjäger                        | Hunter: The Reckoning                                                                                         | Jäger – Die Vergeltung                                                                                        | Hunter: The Vigil            | –                      |
| Mumien                              | Mummy Mummy 2nd Edition Mummy: The Resurrection                                                               | – - Mumien – Die Wiedergeburt                                                                                 | Mummy: The Curse             | –                      |
| Unsterbliche                        | – | – | Immortals                    | –                      |
| Vampire (westlicher Mythos)         | Vampire: The Masquerade                                                                                       | Vampire – Die Maskerade                                                                                       | Vampire: The Requiem         | Vampire: Requiem       |
| Vampire (asiatischer Mythos)        | Kindred of the East                                                                                           | Kinder des Lotos                                                                                              | –                            | –                      |
| Werwölfe                            | Werewolf: The Apocalypse                                                                                      | Werwolf – Die Apokalypse                                                                                      | Werewolf: The Forsaken       | Werwolf: Paria         |
| Sonstige Gestaltwandlermythen       | in Werwolf-Spielreihe inbegriffen                                                                             | in Werwolf-Spielreihe inbegriffen                                                                             | Changing Breeds Skinchangers | –                      |

Des Weiteren existieren mehrere historische Settings für die Rollenspiele der alten World of Darkness wie Dark Ages (Mittelalter), Victorian Age (Viktorianisches Zeitalter), Wild West (Wilder Westen) und Great War (Erster Weltkrieg). Für das Vampir-Setting der Chronicles of Darkness existieren die Settings Requiem for Rome (Vampire im antiken Rom) und New Wave Requiem (Vampire in den 1980ern) sowie die Szenarien-Sammlungen Dark Eras und Dark Eras 2.
Zusätzlich existieren zu beiden Fassungen der Welt der Dunkelheit LARP-Regeln unter dem Namen Mind’s Eye Theatre.

### Themenbasierte Veröffentlichungen
White Wolf begann 1996 damit, bestimmte Themen vorzugeben und binnen ca. eines Jahres für bestehende Spielserien Bücher zu diesem Thema zu veröffentlichen. Diese Themen waren:
| Jahr | Name des Themas/Jahres | Beschreibung Thema                                                                                                   |
| ---- | ---------------------- | --- |
| 1996 | Year of the Hunter     | Sterbliche, die beginnen, sich die Nacht zurückzuerobern.                                                            |
| 1997 | Year of the Ally       | Sterbliche und teil-menschliche Verbündete für die Übernatürlichen                                                   |
| 1998 | Year of the Lotus      | Übernatürliche Wesen aus dem Fernen Osten, Start von Kindred of the East                                             |
| 1999 | Year of the Reckoning  | Veröffentlichung von Hunter: The Reckoning und Veröffentlichung der „Revised Edition“ von Vampire, Werwolf und Magus |
| 2000 | Year of Revelations    | Geheimnisse vergangener Zeitalter                                                                                    |
| 2001 | Year of the Scarab     | Veröffentlichung von Mummy: The Resurrection und Bücher mit dem Thema Ägypten                                        |
| 2002 | Year of the Damned     | Veröffentlichung von Demon: The Fallen                                                                               |
| 2004 | Time of Judgment       | Ende der Spielwelt.                                                                                                  |

Für die „neue“ Welt der Dunkelheit wurde ein ähnliches Thema verfolgt. Nach der Veröffentlichung der drei Dauerserien Vampire: The Requiem, Werewolf: The Forsaken und Mage: The Awakening in den Jahren 2004 und 2005 sollten nur noch limitierte Serien nach dem Vorbild von Orpheus erscheinen. In den Jahren 2006 bis 2009 erschienen jeweils Promethean: The Created, Changeling: The Lost, Hunter: The Vigil und Geist: The Sin-Eaters. Aufgrund des Erfolges von Changeling bei Verkaufszahlen und Kritikern wurden jedoch weitere Bücher zu dem Spiel veröffentlicht. Bis 2012 erschienen keine weiteren limitierten Serien, 2013 erschien dann Mummy: The Curse als erste neue Spiellinie bei dem neuen Lizenzinhaber Onyx Path Publishing (s. o.), gefolgt von Demon: The Descent Anfang 2014.

## Massen-Mehrspieler-Online-Rollenspiel (MMORPG)
Neben der Fusion von Crowd Control Productions und White Wolf, Inc. wurde auf dem jährlichen EVE Online Fanfest ebenfalls ein daraus resultierendes World-of-Darkness-MMORPG angekündigt. In der Pressemeldung wurde bestätigt, dass CCP Games sich mit der Umsetzung eines World-of-Darkness-MMORPG beschäftigen werde. Über den Inhalt und die Umsetzung des MMORPG war bis dahin wenig bekannt, jedoch wurde in einem Interview erwähnt, das alle Erfahrungen mit der aktuell in Entwicklung befindlichen DirectX-10-Grafik-Engine von EVE Online direkten Einfluss auf das World-of-Darkness-MMORPG haben werden.
Auf der Welt-der-Dunkelheit-Convention The Grand Masquerade, die 2010 vom 23. bis zum 26. September abgehalten wurde, stellten die Entwickler einen zweiminütigen Teaser des Onlinespiels vor. Es sollte schwerpunktmäßig auf Vampire: The Masquerade basieren und den Fokus auf von Spielern gestaltete Politik und soziale Interaktionen legen. Berichten zufolge sollten zunächst nur Vampire spielbar sein. Im März 2013 begannen die internen Tests bei CCP. Am 14. April 2014 gab der Geschäftsführer von CCP Games, Hilmar Veigar Pétursson, jedoch per Online-Meldung bekannt, dass das gesamte Projekt aufgegeben und 56 Angestellte gekündigt oder anderen Entwicklerteams zugewiesen wurden.
Mit dem Verkauf von White Wolf an Paradox Interactive sind auch alle Inhalte des MMORPG, alle Ideen, Projektzeichnungen und Code an White Wolf übergeben worden. Der Lead-Storyteller Martin Ericsson sagte auf der Tenebrae-Noctis-Convention, „Die Arbeit am MMORPG wird nicht vergebens gewesen sein“. Die Grafikdesignerin des MMORPG hat seitdem begonnen, das Artwork für die fünte Edition von Vampire mitzugestalten und Mechaniken für die Jagd nach Blut wurden in die Regeln der fünften Edition von Vampire übernommen.

## Monte Cook’s World of Darkness
Der Einzelband wurde von dem bekannten (Rollen-)Spieledesigner Monte Cook geschrieben und beinhaltet seinen Ansatz zu einem „Modern-Horror“-Setting. Der Band erschien auf der Gen Con 2007 und war als letztes Rollenspiel von Monte Cook angekündigt, der fortan nur noch Romane schreiben wollte. Monte Cook kehrte allerdings zum Spieledesign zurück und war unter anderem in die Entwicklung der fünften Edition von Dungeons & Dragons involviert.
Monte Cook’s World of Darkness besitzt keine oder nur geringe Elemente der beiden anderen World-of-Darkness-Settings und verwendet ein d20-Regelsystem. Es beschreibt auch eine eigene Geschichte der Spielwelt mit einem postapokalyptischen Ansatz. Dabei liegt der Fokus auf den USA, deren Zentrum nach dem Standard-Setting etwa ein Jahr vor Spielbeginn von einer mystischen Katastrophe zerstört wurde und deren Auswirkung als die Nightmare Wave bezeichnet wird und das Auftauchen übernatürlicher Wesen und Effekte nach sich zieht, was aber dem Großteil der Bevölkerung nicht bewusst ist. Das Buch bietet aber auch Inspirationen, dieses Setting anzupassen und z. B. das Zentrum der Nightmare Wave an anderen Orten zu etablieren, und beschreibt, wie dies die Spielwelt verändern würde.
Monte Cook’s World of Darkness erschien bei White Wolf unter der ISBN 1-58846-467-9.

### World of Darkness (ehemalsClassic World of Darkness)

#### Anthologien
- Haunting the Dead. White Wolf Publishing, 2003, ISBN 1-58846-837-2 (Orpheus)
- The Quintessential World of Darkness. White Wolf Publishing, 1998, ISBN 1-56504-880-6 (Changeling: The Dreaming, Mage: The Ascension, Vampire: The Masquerade, Werewolf: The Apocalypse und Wraith: The Oblivion)

#### Comics
- Nightmares in our Midst: Vampires and Werewolves. Moonstone, 2004, ISBN 0-9712937-7-5 (Titel meist geändert.)

#### Romane
- Demon Triology (Trilogie zur Spielserie Demon: The Fallen)
- Zeit der Abrechnung Trilogie

In dieser Serie aus 3 unabhängigen Büchern, wurde jede der drei großen Spielserien zu einem Ende gebracht, die Bücher sind im Einzelnen:
Gehenna Die Letzte Nacht (zu Vampire: die Maskerade) (ISBN 3-935282-98-2 deutsch / ISBN 1-58846-855-0 englisch);
Die Letzte Schlacht (zu Werwolf: Die Apokalypse) (ISBN 3-937255-00-1 deutsch / ISBN 1-58846-856-9 englisch);
Der Jüngste Tag (zu Magus: die Erleuchtung) (ISBN 1-58846-857-7 englisch);
- Year of the Scarab. White Wolf Publishing (Trilogie zur Spielserie „Mumien: Die Wiedergeburt“)

#### Spielregeln
Für die alte World of Darkness existieren mehrere hundert Regelwerke bzw. Quellenbücher, einige davon in verschiedenen Auflagen bzw. Neudrucken in Sammelbänden. Da diese 2004 eingestellt wurde, sind die meisten dieser Bücher in der Regel nur gebraucht bzw. aus Restbeständen zu erhalten. Auf Auktions-Websites werden für einzelne Raritäten Preise bis zu 100 Euro erzielt. Es gibt aber auch zahlreiche Bücher, die noch weit verbreitet und somit sehr preiswert zu haben sind. Seit 2011 sind jedoch quasi alle Bücher der Spielwelt als PDF-Download zu erwerben. Zusätzlich werden diese Bücher schrittweise in das Print-On-Demand-Angebot von White Wolfs Partner DriveThruRPG aufgenommen und sind somit auch wieder als Neuware und relativ preiswert zu erhalten.
Vampire – The Masquerade
Werewolf – The Apocalypse
Mage – The Ascension
Changeling – The Dreaming
Wraith – The Oblivion
Es gibt keine deutschsprachigen Bücher dieser Spielserie, doch verschiedene Elemente (z. B. Gildennamen) wurden für das deutsche Clanbuch Giovanni (ISBN 3-931612-81-3) übersetzt.
Kindred of the East
Hunter – The Reckoning
Mummy – The Ressurection
Demon – The Fallen
Orpheus
Dark Ages
Sonstiges
Eine umfassende Liste der englischen Publikationen, die von White Wolfs Imprint Black Dog Game Factory verlegt worden, ist im Black Dog Game Factory-Artikel zu finden.

### Chronicles of Darkness (ehemals‘new’ World of Darkness)

#### Romane
- Requiem-Trilogie A Hunger like Fire, Blood in, Blood out, Virtue and Viciousness. White Wolf Publishing 2005 (nWoD)

#### Spielregeln
| Spielserie             | englische Bücher (unvollständig) | englische Bücher (unvollständig) | englische Bücher (unvollständig) | deutsche Übersetzung                   | deutsche Übersetzung | deutsche Übersetzung |
| Spielserie             | Titel                            | WW Code                          | ISBN                             | Titel                                  | FS Nummer            | ISBN                 |
| ---------------------- | -------------------------------- | -------------------------------- | -------------------------------- | -------------------------------------- | -------------------- | -------------------- |
| World of Darkness      | World of Darkness Core Rulebook  | WW55002                          | ISBN 1-58846-484-9               | Die Welt der Dunkelheit-Grundregelwerk | FS40000              |                      |
| World of Darkness      | Antagonists                      | WW55301                          |                                  | Antagonisten                           | FS40001              |                      |
| World of Darkness      | Chicago                          | WW55200                          |                                  |                                        |                      |                      |
| World of Darkness      | Mysterious Places                | WW55302                          |                                  |                                        |                      |                      |
| World of Darkness      | Ghost Stories                    | WW55400                          |                                  |                                        |                      |                      |
| World of Darkness      | World of Darkness Slipcase       | WW55902                          |                                  |                                        |                      |                      |
| World of Darkness      | Armory                           | WW55102                          |                                  |                                        |                      |                      |
| Vampire: The Requiem   | Vampire: The Requiem             | WW25000                          |                                  | Vampire: Requiem                       | FS40100              |                      |
| Vampire: The Requiem   | Coteries                         | WW25100                          |                                  | Klüngel                                | FS40101              |                      |
| Vampire: The Requiem   |                                  |                                  |                                  | Charakterbogen-Block                   | FS40102              |                      |
| Vampire: The Requiem   | Rites of the Dragon              | WW25300                          |                                  | Riten des Drachen                      | FS40103              |                      |
| Vampire: The Requiem   | Lancea Sanctum                   | WW25001                          |                                  | Lancea Sancta                          | FS40104              |                      |
| Vampire: The Requiem   | Nomads                           | WW25101                          |                                  |                                        |                      |                      |
| Vampire: The Requiem   | Ghouls                           | WW25110                          |                                  |                                        |                      |                      |
| Vampire: The Requiem   | The Invictus                     | WW25121                          |                                  |                                        |                      |                      |
| Vampire: The Requiem   | City of the Damned: New Orleans  | WW25200                          |                                  |                                        |                      |                      |
| Vampire: The Requiem   | VII                              | WW25301                          |                                  |                                        |                      |                      |
| Vampire: The Requiem   | Storyteller Screen               | WW25700                          |                                  |                                        |                      |                      |
| Vampire: The Requiem   | Ordo Dracul                      | WW25129                          |                                  |                                        |                      |                      |
| Vampire: The Requiem   | Bloodlines: The Hidden           | WW25102                          |                                  |                                        |                      |                      |
| Werewolf: The Forsaken | Werewolf: The Forsaken           | WW30000                          |                                  | Werwolf: Paria                         | FS40200              |                      |
| Werewolf: The Forsaken |                                  |                                  |                                  | Werwolf: Paria Charakterbogen-Block    | FS40201              |                      |
| Werewolf: The Forsaken | Hunting Ground: The Rockies      | WW30200                          |                                  |                                        |                      |                      |
| Werewolf: The Forsaken | Lore of the Forsaken             | WW30100                          |                                  |                                        |                      |                      |
| Werewolf: The Forsaken | Lodges                           | WW30101                          |                                  |                                        |                      |                      |
| Werewolf: The Forsaken | Predators                        | WW30300                          |                                  |                                        |                      |                      |
| Mage: The Awakening    | Mage: The Awakening              | WW40000                          |                                  |                                        |                      |                      |
| Mage: The Awakening    | Boston Unveiled                  | WW40200                          |                                  |                                        |                      |                      |
| Mage: The Awakening    | Sanctum and Sigil                | WW40201                          |                                  |                                        |                      |                      |
| Mage: The Awakening    | Character Sheet Pad              | WW40701                          |                                  |                                        |                      |                      |
| Mage: The Awakening    | Legacies: The Sublime            | WW40100                          |                                  |                                        |                      |                      |
| Mage: The Awakening    | Guardians of the Veil            | WW40305                          |                                  |                                        |                      |                      |